# Octostruma batesi
Octostruma batesi är en myrart som först beskrevs av Carlo Emery 1894.  Octostruma batesi ingår i släktet Octostruma och familjen myror. Inga underarter finns listade i Catalogue of Life.